# Chużgan
Chużgan – rytualny przedmiot w religii australijskich aborygenów. Są to płyty o owalnym podłużnym kształcie wykonane z kamienia lub drewna. Wprawiane w ruch wydają charakterystyczny świst traktowany jako głos ducha. Dzieci nie mogą tych przedmiotów oglądać. Tajemnicę ich funkcjonowania poznają dopiero jako dorośli.